# Le Vieux Khottabytch
Pour plus de détails, voir Fiche technique et Distribution.
Le Vieux Khottabytch (Старик Хоттабыч, Starik Khottabytch) est un film soviétique réalisé par Guennadi Kazanski, sorti en 1956.

## Fiche technique
- Titre original : Старик Хоттабыч
- Titre français : Le Vieux Khottabytch[1]
- Réalisation : Guennadi Kazanski
- Scénario : Lazare Laguine
- Photographie : Mouzakir Chouroukov
- Musique : Nadejda Simonian
- Pays d'origine : URSS
- Format : Couleurs - 35 mm - Mono
- Genre : comédie
- Durée : 86 minutes
- Date de sortie : 1956

## Distribution
- Nikolaï Volkov : Khottabytch
- Aliocha Litvinov : Volka
- Gena Khoudiakov : Jenia
- Liova Kovaltchouk : Goga
- Olga Tcherkasova : Varvara Stepanovna
- Maïa Blinova
- Efim Kopelian : Djafar Ali Moukhamedov
- Vera Romanova : Glafira Kouzminitchna